# Symplecta bispinigera
Symplecta bispinigera là một loài ruồi trong họ Limoniidae. Chúng phân bố ở miền Tân bắc.